# Beaufort-en-Santerre
Beaufort-en-Santerre település Franciaországban, Somme megyében. Lakosainak száma 189 fő (2022. január 1.). Beaufort-en-Santerre Caix, Folies, Le Quesnel, Vrély és Warvillers községekkel határos.

## Népesség
A település népességének változása:
| Lakosok száma | 203  | 203  | 210  | 204  | 197  | 194  | 191  | 190  | 189  |
|               | 2013 | 2015 | 2016 | 2017 | 2018 | 2019 | 2020 | 2021 | 2022 |